# Scleraxonia
Scleraxonia es un suborden de corales y gorgonias marinas que pertenecen al orden Alcyonacea, dentro de la clase Anthozoa. 
Enmarcados comúnmente entre los corales blandos, ya que carecen de esqueleto calcáreo, como los corales duros del orden Scleractinia, por lo que no son hermatípicos. 
Colonias con un axis, o núcleo interno axial, compuesto predominantemente de espículas, que pueden estar o no unidas con calcita. Ocasionalmente, las escleritas pueden encontrarse también en pólipos y en la corteza de las ramas.
Son octocorales cuya alimentación es tanto fotosintética, por medio de las algas simbiontes zooxantelas en algunos géneros, o atrapando plancton con sus ocho tentáculos; esto último especialmente en las especies no fotosintéticas que habitan a más de 1.000 m de profundidad. También se alimentan por absorción de materia orgánica disuelta en el agua.
Este suborden contiene familias que se hallan en aguas tropicales y subtropicales del océano Pacífico, el océano Índico, y el océano Atlántico.

## Familias
El Registro Mundial de Especies Marinas reconoce las siguientes familias:
- Anthothelidae Broch, 1916
- Briareidae. Gray, 1859
- Coralliidae. Lamouroux, 1812
- Melithaeidae. Gray, 1870
- Paragorgiidae. Kükenthal, 1916
- Parisididae. Aurivillius, 1931
- Spongiodermidae. Wright & Studer, 1889
- Subergorgiidae. Gray, 1859

## Galería

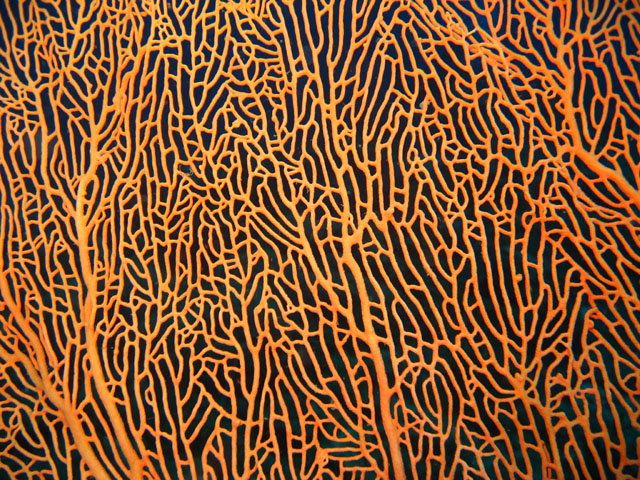
Annella reticulata, Pulau Badas, Indonesia
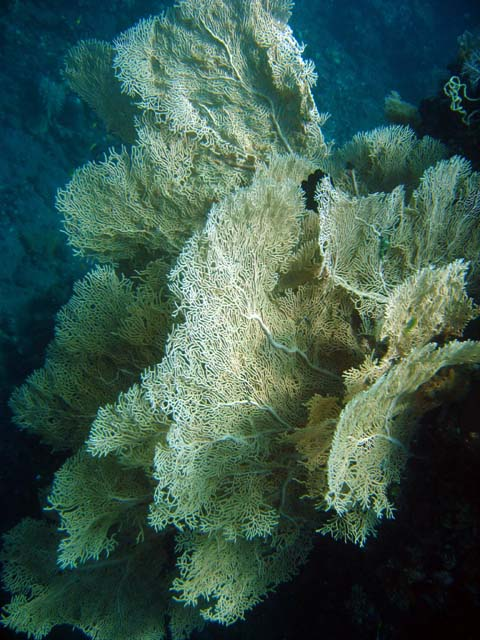
Annella mollis. Bali. Indonesia
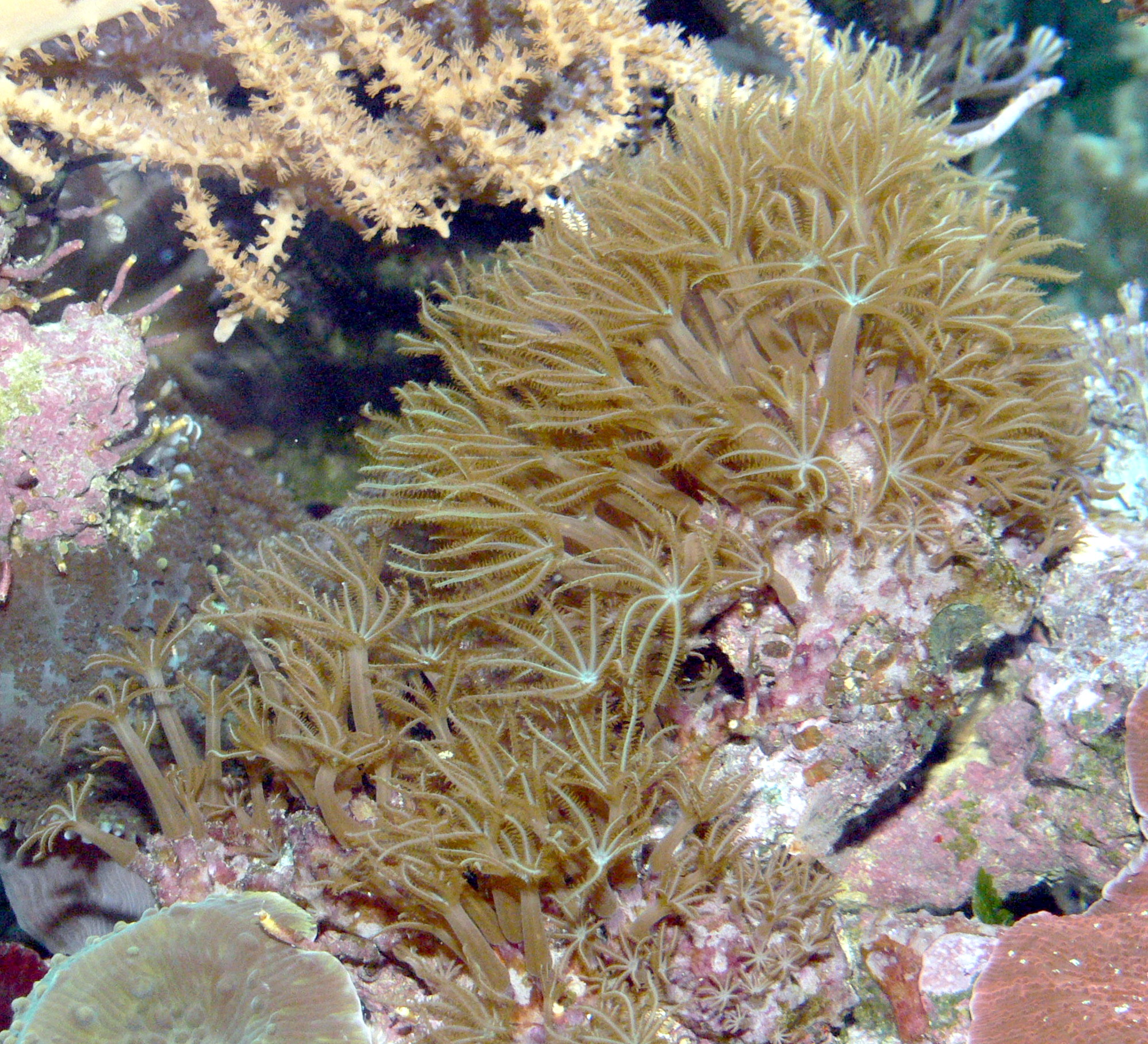
Briareum sp
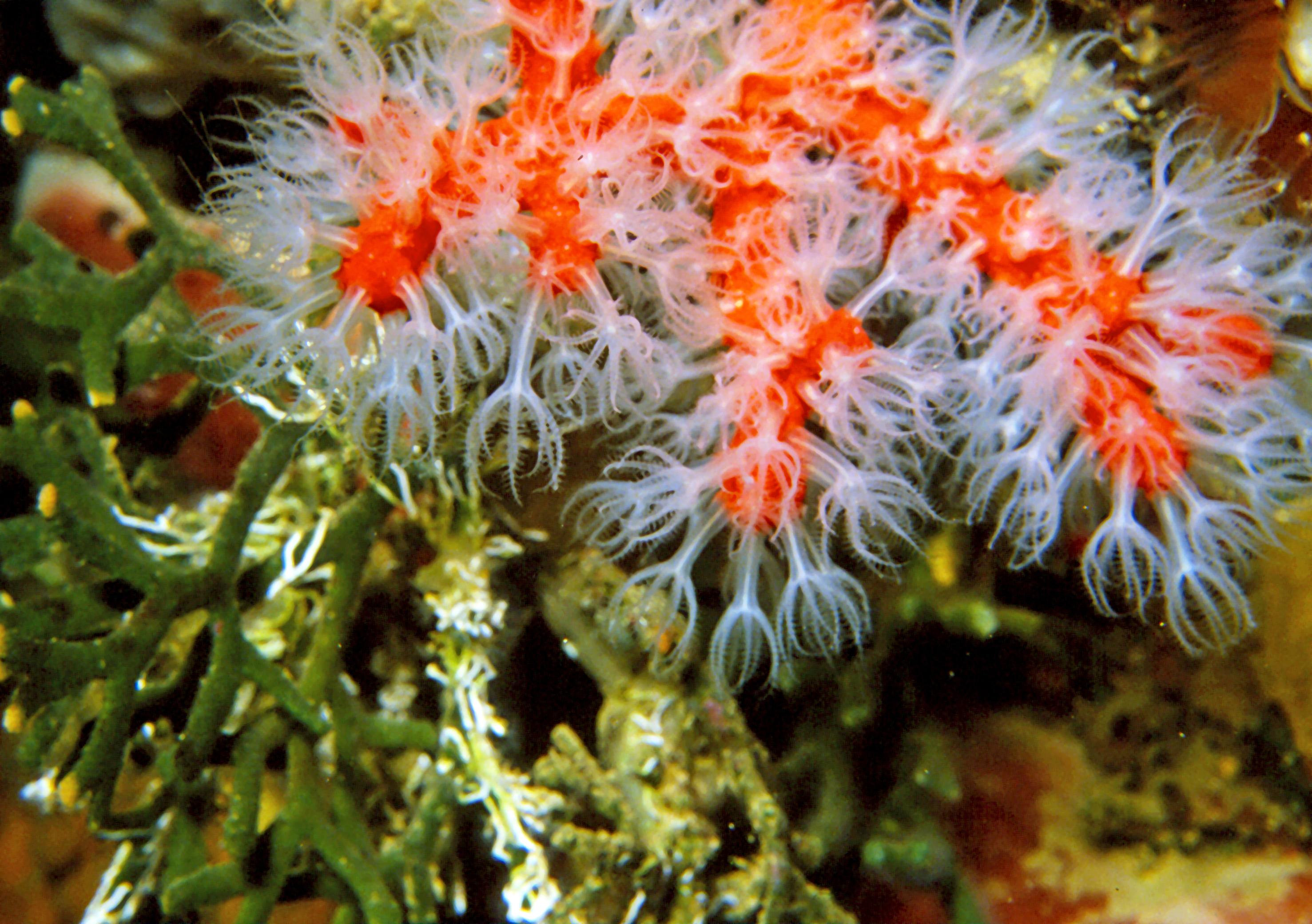
Coral rojo Corallium rubrum
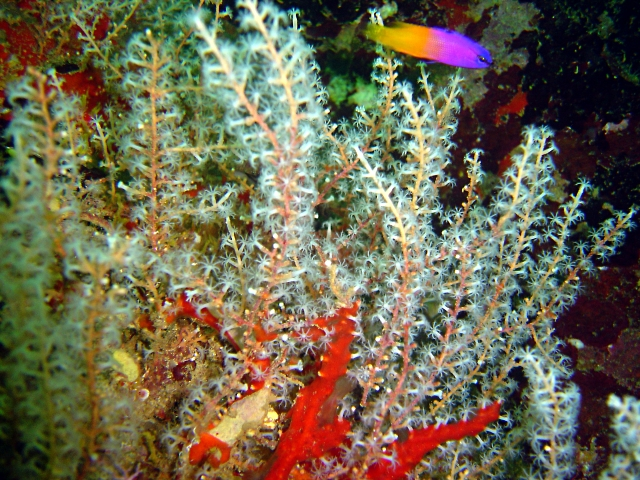
Diodogorgia nodulifera, Isla de Juventud, Cuba
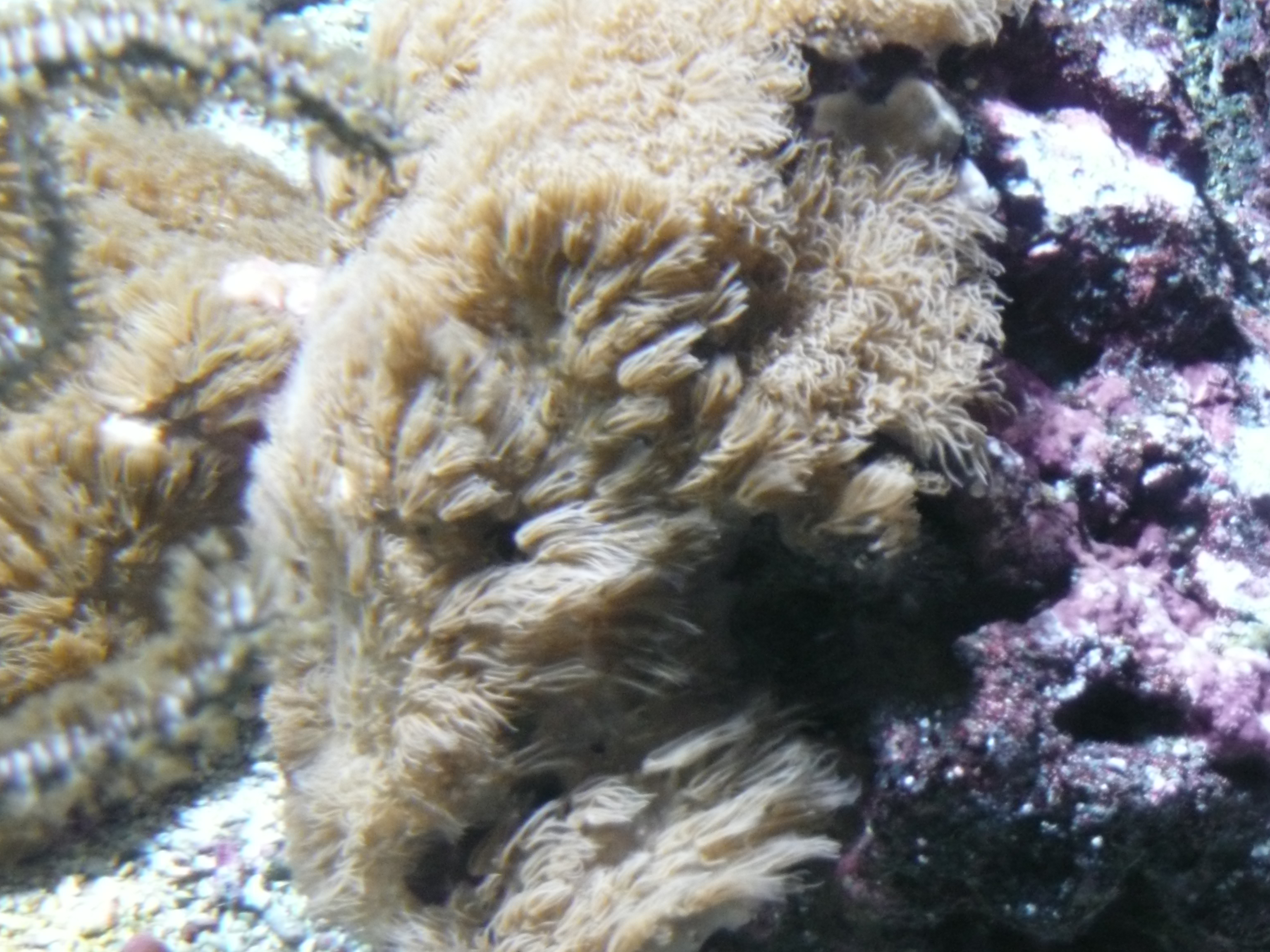
Erythropodium caribaeorum
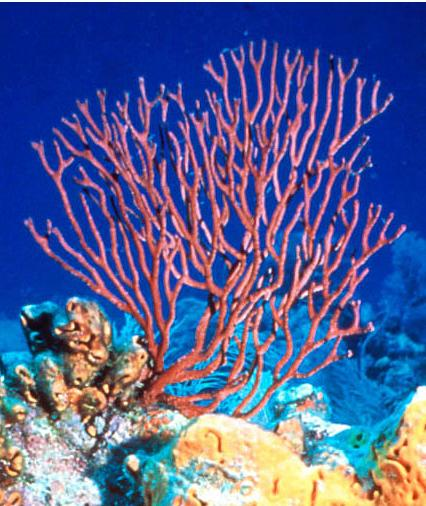
Iciligorgia schrammi

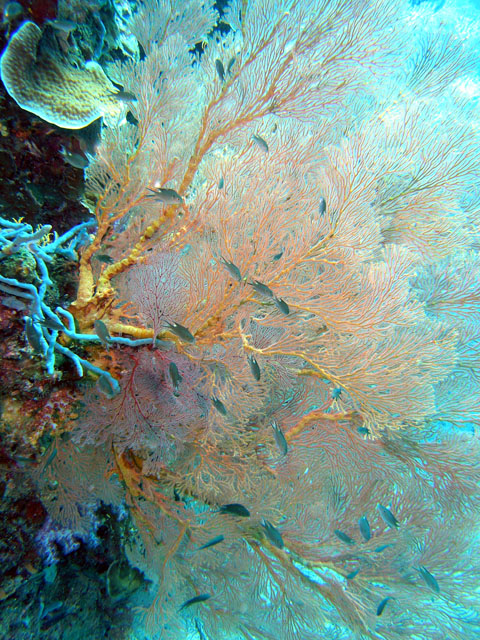
Melithaea ochracea
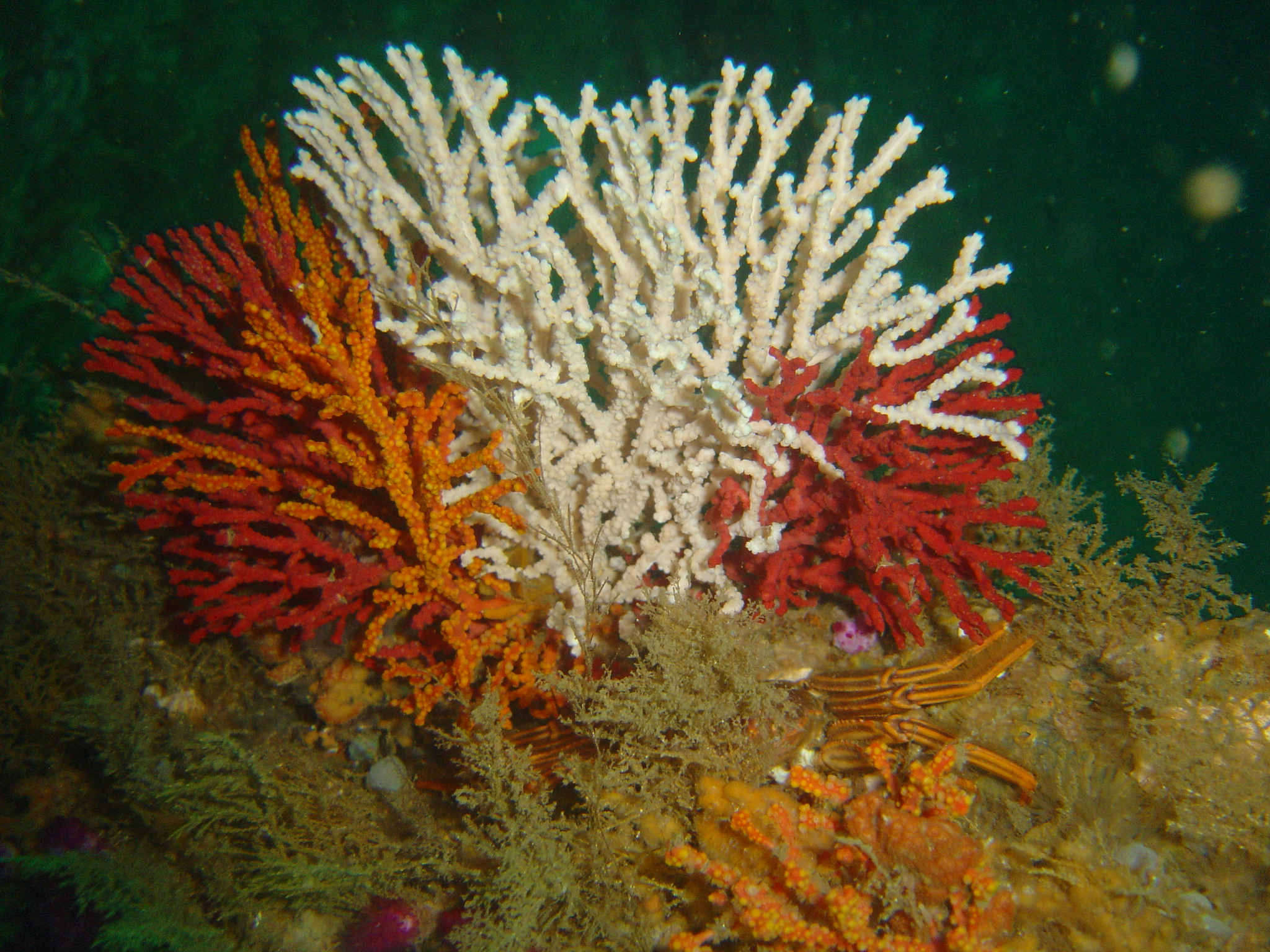
Gorgonia multicolor Melithaea rubra
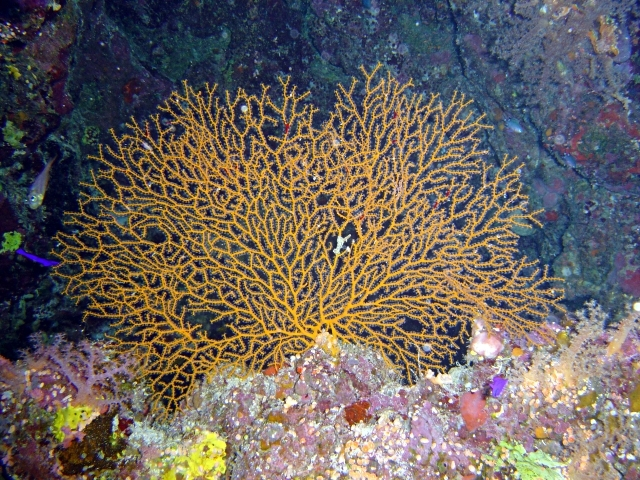
Melithaea sinaica
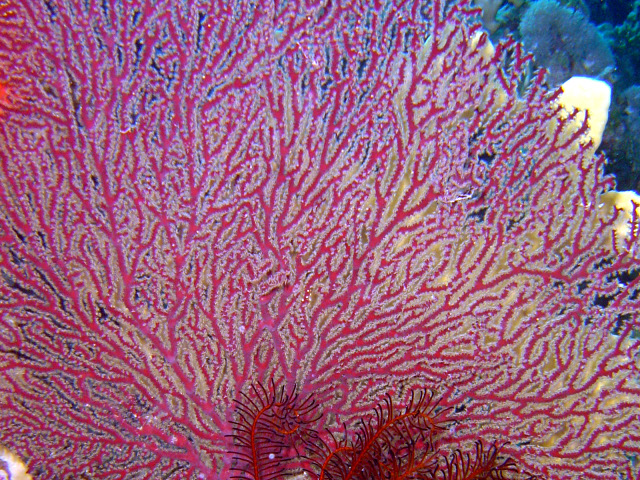
Melithaea splendens
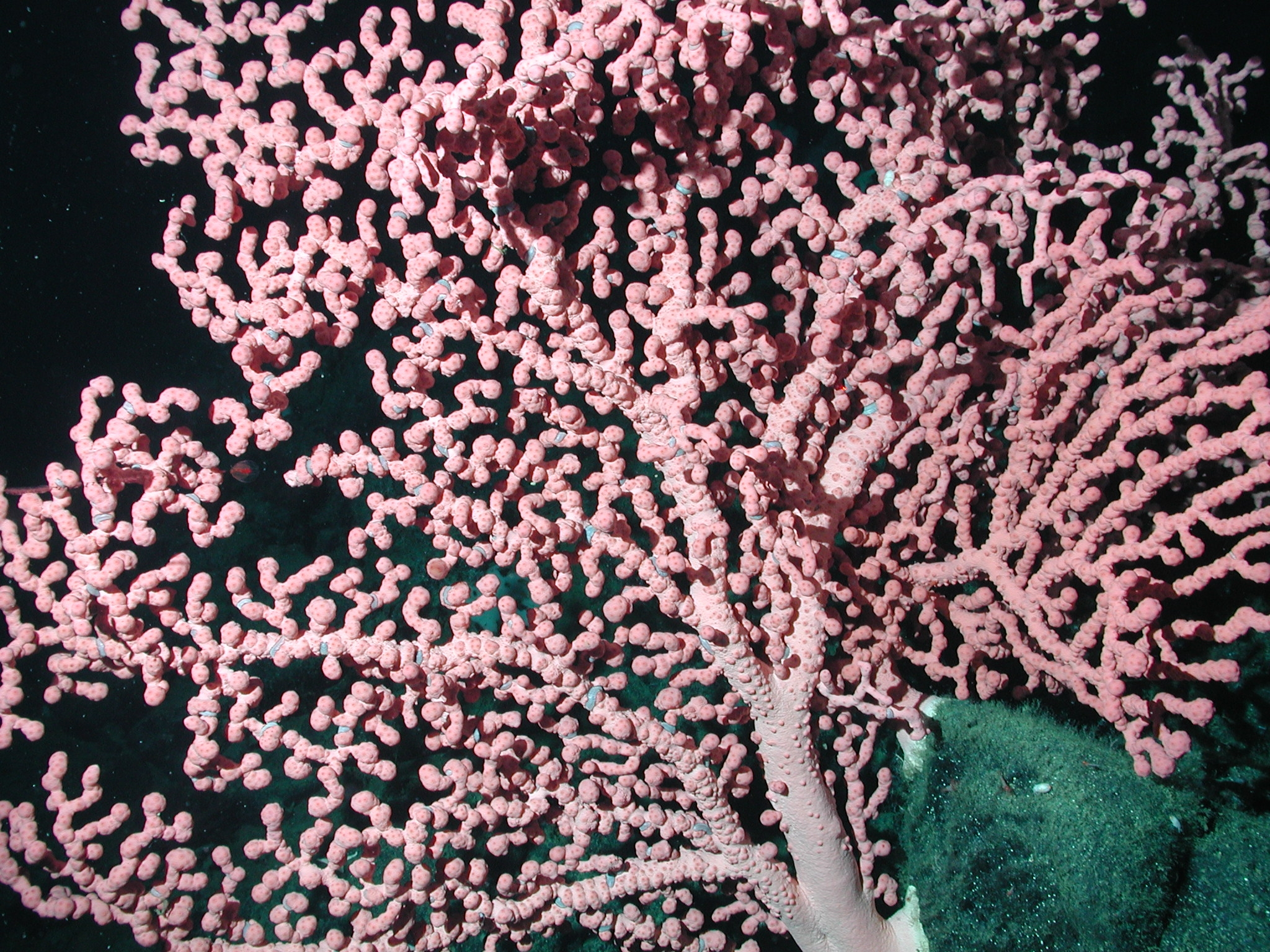
Paragorgia arborea
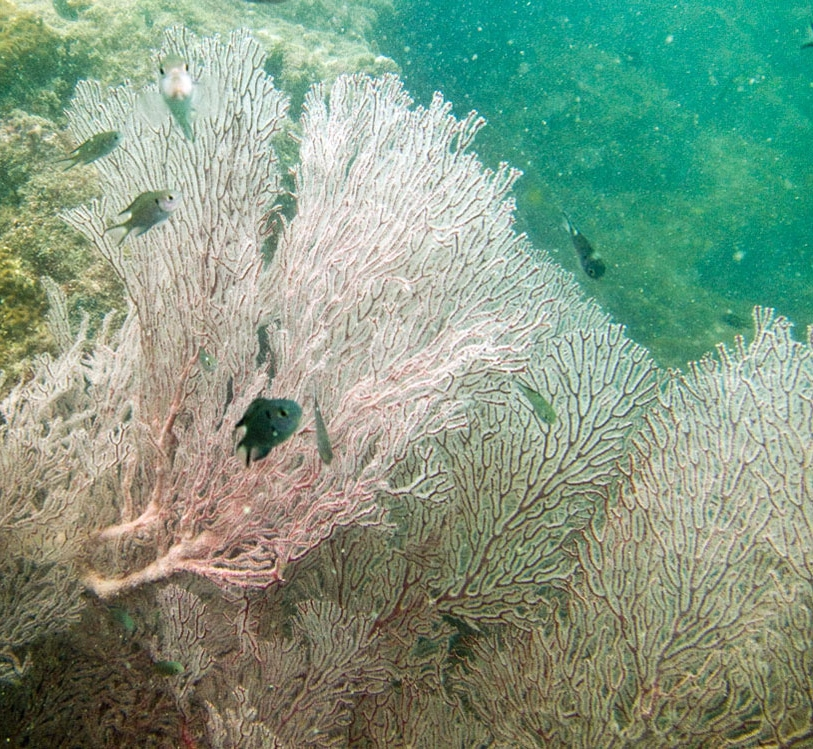
Subergorgia sp